# Phytocoris rubrocuneatus
Phytocoris rubrocuneatus är en insektsart som beskrevs av Stonedahl 1988. Phytocoris rubrocuneatus ingår i släktet Phytocoris och familjen ängsskinnbaggar. Inga underarter finns listade i Catalogue of Life.